# Anthurium pirottae
Anthurium pirottae är en kallaväxtart som beskrevs av Luis Aloysius, Luigi Sodiro. Anthurium pirottae ingår i släktet Anthurium och familjen kallaväxter. Inga underarter finns listade.